# Reichstagswahlkreis Fürstentum Schaumburg-Lippe

Die Wahlkreisaufteilung des Deutschen Reichs.

Der Reichstagswahlkreis Fürstentum Schaumburg-Lippe (Wahlkreis 372) war ein Wahlkreis für die Reichstagswahlen im Deutschen Reich und im Norddeutschen Bund von 1867 bis 1918.

## Wahlkreiszuschnitt
Der Wahlkreis umfasste das Fürstentum Schaumburg-Lippe.

## Abgeordnete
| Wahl                                 | Abgeordneter           | Partei                       | Bild |
| ------------------------------------ | ---------------------- | ---------------------------- | ---- |
| Reichstagswahl Februar 1867 bis 1874 | Julius Martin Weißich  | Nationalliberale Partei      | 0    |
| Reichstagswahl 1874 bis 1878         | Franz Fritz von Dücker | Nationalliberale Partei      |      |
| Reichstagswahl 1878 bis 1881         | Hermann Henrich Meier  | Nationalliberale Partei      |      |
| Reichstagswahl 1881 bis 1887         | Johann Hamspohn        | DFP                          | 0    |
| Reichstagswahl 1887 bis 1890         | Julius von Oheimb      | Deutschkonservative Partei   | 0    |
| Reichstagswahl 1890 bis 1898         | Georg Langerfeldt      | DFP                          | 0    |
| Reichstagswahl 1898 bis 1898         | Albert Biesantz        | FVp                          | 0    |
| Nachwahl 1898 bis 1901               | Friedrich Müller       | FVP                          | 0    |
| Nachwahl 1901 bis 1902               | Emil Demmig            | FVP                          | 0    |
| Reichstagswahl 1903 bis 1904         | Wilhelm Deppe          | NLP                          | 0    |
| Nachwahl 1904 bis 1912               | Heinrich Brunstermann  | DRP                          | 0    |
| Reichstagswahl 1903 bis 1918         | Friedrich Krömer       | Fortschrittliche Volkspartei |      |

## Wahlen

### Februar 1867
Es fand ein Wahlgang statt. In diesem Wahlgang wurden 4706 gültige Stimmen abgegeben. 3445 Stimmen entfielen auf Julius Martin Weißich (NLP).

### August 1867
Es fand ein Wahlgang statt. 518 gültige Stimmen wurden abgegeben. 510 Stimmen entfielen auf Julius Martin Weißich (NLP).

### 1871
Es fand ein Wahlgang statt. Die Zahl der Wahlberechtigten betrug 6403. Es wurden 3319 gültige Stimmen abgegeben, 41 Stimmen waren ungültig. Die Wahlbeteiligung betrug 52,5 %.
| Kandidat              | Partei | Stimmen | in % | Anmerkungen        |
| --------------------- | ------ | ------- | ---- | ------------------ |
| Julius Martin Weißich | NLP    | 2572    |      | 0                  |
| von Strauss           | kons   | 731     |      | Regierungsassessor |
| Sonstige              | 0      | 16      |      | 0                  |

### 1874
Es fand ein Wahlgang statt. Die Zahl der Wahlberechtigten betrug 6723. Es wurden 4130 gültige Stimmen abgegeben, 18 Stimmen waren ungültig. Die Wahlbeteiligung betrug 61,7 %.
| Kandidat               | Partei | Stimmen | in % | Anmerkungen     |
| ---------------------- | ------ | ------- | ---- | --------------- |
| Franz Fritz von Dücker | NLP    | 2886    |      | 0               |
| Heuser                 | NLP    | 1242    |      | Kammer-Assessor |
| Sonstige               | 0      | 2       |      | 0               |

### 1877
Es fand ein Wahlgang statt. Die Zahl der Wahlberechtigten betrug 7181. Es wurden 4561 gültige Stimmen abgegeben, 15 Stimmen waren ungültig. Die Wahlbeteiligung betrug 63,7 %.
| Kandidat               | Partei | Stimmen | in % | Anmerkungen |
| ---------------------- | ------ | ------- | ---- | ----------- |
| Franz Fritz von Dücker | NLP    | 2482    |      | 0           |
| Julius von Oheimb      | kons   | 2068    |      | 0           |
| Sonstige               | 0      | 11      |      | 0           |

### 1878
Es fand ein Wahlgang statt. Die Zahl der Wahlberechtigten betrug 7300. Es wurden 3617 gültige Stimmen abgegeben, 3 Stimmen waren ungültig. Die Wahlbeteiligung betrug 49,6 %.
| Kandidat              | Partei | Stimmen | in % | Anmerkungen |
| --------------------- | ------ | ------- | ---- | ----------- |
| Hermann Henrich Meier | NLP    | 2531    |      | 0           |
| Julius von Oheimb     | kons   | 1058    |      | 0           |
| Sonstige              | 0      | 8       |      | 0           |

### 1881
Es fanden zwei Wahlgänge statt. Die Zahl der Wahlberechtigten betrug 7446. Es wurden im ersten Wahlgang 4730 gültige Stimmen abgegeben, 6 Stimmen waren ungültig. Die Wahlbeteiligung betrug 63,6 %.
| Kandidat            | Partei | Stimmen | in % | Anmerkungen                  |
| ------------------- | ------ | ------- | ---- | ---------------------------- |
| Johann Hamspohn     | DFP    | 2143    |      | 0                            |
| Kuno von der Goltz  | kons   | 1846    |      | 0                            |
| Heinrich Wippermann | NLP    | 740     |      | Bürgermeister von Stadthagen |
| Sonstige            | 0      | 1       |      | 0                            |

Es wurden in der Stichwahl 6230 gültige Stimmen abgegeben, 15 Stimmen waren ungültig. Die Wahlbeteiligung betrug 83,9 %.
| Kandidat           | Partei | Stimmen | in % | Anmerkungen |
| ------------------ | ------ | ------- | ---- | ----------- |
| Johann Hamspohn    | DFP    | 3304    |      | 0           |
| Kuno von der Goltz | kons   | 2926    |      | 0           |

### 1884
Es fand ein Wahlgang statt. Die Zahl der Wahlberechtigten betrug 7786. Es wurden 5880 gültige Stimmen abgegeben, 15 Stimmen waren ungültig. Die Wahlbeteiligung betrug 75,7 %.
| Kandidat        | Partei | Stimmen | in % | Anmerkungen |
| --------------- | ------ | ------- | ---- | ----------- |
| Johann Hamspohn | DFP    | 3229    |      | 0           |
|                 | kons   | 2643    |      | 0           |
| Sonstige        | 0      | 8       |      | 0           |

### 1887
Es fand ein Wahlgang statt. Die Zahl der Wahlberechtigten betrug 8128. Es wurden 7321 gültige Stimmen abgegeben, 17 Stimmen waren ungültig. Die Wahlbeteiligung betrug 90,3 %.
| Kandidat          | Partei | Stimmen | in % | Anmerkungen |
| ----------------- | ------ | ------- | ---- | ----------- |
|                   | DFP    | 3346    |      | 0           |
| Julius von Oheimb | kons   | 3800    |      | 0           |
|                   | SPD    | 172     |      | 0           |
| Sonstige          | 0      | 3       |      | 0           |

### 1890
Langerfeldt wurde von NLP wie auch DFP unterstützt und kündigte an, sich keiner Fraktion anzuschließen, da sein Ideal das Zusammenwirken aller Liberalen sei.
Es fanden zwei Wahlgänge statt. Die Zahl der Wahlberechtigten betrug 8392. Die Zahl der abgegebenen gültigen Stimmen betrug im ersten Wahlgang 7233, 5 Stimmen waren ungültig. Die Wahlbeteiligung belief sich auf 86,2 %.
| Kandidat          | Partei   | Stimmen | in %   | Anmerkungen         |
| ----------------- | -------- | ------- | ------ | ------------------- |
| Georg Langerfeldt | DFP      | 3287    | 45,5 % | 0                   |
| Deppe             | Kons     | 2825    | 39,1 % | 0                   |
| Rudolph Grothe    | SPD      | 1110    | 15,3 % | Maurer aus Hannover |
| 0                 | Sonstige | 6       | 0,1 %  | 0                   |

In der Stichwahl unterstützte die SPD den liberalen Kandidaten.
Die Zahl der abgegebenen gültigen Stimmen betrug in der Stichwahl 7377, 10 Stimmen waren ungültig. Die Wahlbeteiligung belief sich auf 87,9 %.
| Kandidat          | Partei | Stimmen | in %   | Anmerkungen |
| ----------------- | ------ | ------- | ------ | ----------- |
| Georg Langerfeldt | DFP    | 4217    | 57,2 % | 0           |
| Deppe             | Kons   | 3150    | 42,8 % | 0           |

### 1893
Der konservative Kandidat wurde auch von NLP und BdL unterstützt.
Es fanden zwei Wahlgänge statt. Die Zahl der Wahlberechtigten betrug 8666. Die Zahl der abgegebenen gültigen Stimmen betrug im ersten Wahlgang 7134, 11 Stimmen waren ungültig. Die Wahlbeteiligung belief sich auf 82,3 %.
| Kandidat          | Partei   | Stimmen | in %   | Anmerkungen                    |
| ----------------- | -------- | ------- | ------ | ------------------------------ |
| Georg Langerfeldt | FVg      | 2603    | 36,6 % | 0                              |
| Julius von Oheimb | Kons     | 3201    | 44,9 % | 0                              |
| Flöther           | SPD      | 1304    | 18,3 % | Tischlermeister aus Stadthagen |
| 0                 | Sonstige | 15      | 0,2 %  | 0                              |

Die Zahl der abgegebenen gültigen Stimmen betrug in der Stichwahl 7619, 21 Stimmen waren ungültig. Die Wahlbeteiligung belief sich auf 87,9 %.
| Kandidat          | Partei | Stimmen | in %   | Anmerkungen |
| ----------------- | ------ | ------- | ------ | ----------- |
| Georg Langerfeldt | FVg    | 4072    | 53,6 % | 0           |
| Julius von Oheimb | Kons   | 3526    | 46,4 % | 0           |

### 1898
Die NLP unterstützte Gerhart von Schulze-Gaevernitz.
Es fanden zwei Wahlgänge statt. Die Zahl der Wahlberechtigten betrug 8947. Die Zahl der abgegebenen gültigen Stimmen betrug im ersten Wahlgang 6856, 21 Stimmen waren ungültig. Die Wahlbeteiligung belief sich auf 76,6 %.
| Kandidat                       | Partei   | Stimmen | in %   | Anmerkungen                    |
| ------------------------------ | -------- | ------- | ------ | ------------------------------ |
| Jacobsen                       | DSR      | 599     | 8,8 %  | Pastor aus Scherrebek          |
| Albert Biesantz                | FVP      | 2042    | 29,9 % | 0                              |
| Gerhart von Schulze-Gaevernitz | FVg      | 587     | 8,6 %  | 0                              |
| August Stroßer                 | Kons     | 2367    | 34,6 % | 0                              |
| Reichenbach                    | SPD      | 1237    | 18,1 % | Maschinenmeister aus Bielefeld |
| 0                              | Sonstige | 3       | 0,0 %  | 0                              |

In der Stichwahl rief die SPD zur Wahl des linksliberalen Kandidaten auf
Die Zahl der abgegebenen gültigen Stimmen betrug in der Stichwahl 7287, 42 Stimmen waren ungültig. Die Wahlbeteiligung belief sich auf 81,4 %.
| Kandidat        | Partei | Stimmen | in %   | Anmerkungen |
| --------------- | ------ | ------- | ------ | ----------- |
| Albert Biesantz | FVP    | 4013    | 55,4 % | 0           |
| August Stroßer  | Kons   | 3232    | 44,6 % | 0           |

### Ersatzwahl 1898
Nach dem Tod von Albert Biesantz waren Ersatzwahlen am 5. November 1898 notwendig geworden. FVP und FVg einigten sich auf Dr. Müller als gemeinsamen Kandidaten. Konservative, DSR und BdL unterstützten Major a. D. Stroßer. Die NLP stellte keinen Kandidaten auf. Wen sie unterstützte, ist nicht bekannt.
Es fanden zwei Wahlgänge statt. Die Zahl der Wahlberechtigten betrug 8947. Die Zahl der abgegebenen gültigen Stimmen betrug im ersten Wahlgang 6016, 23 Stimmen waren ungültig. Die Wahlbeteiligung belief sich auf 67,2 %.
| Kandidat              | Partei   | Stimmen | in %   | Anmerkungen                    |
| --------------------- | -------- | ------- | ------ | ------------------------------ |
| Otto Heinrich Böckler | DSR      | 475     | 7,9 %  | 0                              |
| Friedrich Müller      | FVP      | 2548    | 43,1 % | 0                              |
| August Stroßer        | Kons     | 2336    | 39,0 % | 0                              |
| Reichenbach           | SPD      | 591     | 9,9 %  | Maschinenmeister aus Bielefeld |
| 0                     | Sonstige | 7       | 0,1 %  | 0                              |

In der Stichwahl rief die SPD zur Wahl des linksliberalen Kandidaten auf.
Die Zahl der abgegebenen gültigen Stimmen betrug in der Stichwahl 7287, 43 Stimmen waren ungültig. Die Wahlbeteiligung belief sich auf 81,4 %.
| Kandidat         | Partei | Stimmen | in %   | Anmerkungen |
| ---------------- | ------ | ------- | ------ | ----------- |
| Friedrich Müller | FVP    | 3742    | 54,9 % | 0           |
| August Stroßer   | Kons   | 3074    | 45,1 % | 0           |

### Ersatzwahl 1902
Friedrich Müller starb am 2. Dezember 1901 daher fand am 23. Januar 1902 eine Nachwahl statt. Erneut einigten sich die freisinnigen Parteien auf einen gemeinsamen Kandidaten, den Architekten Demmig. Konservative, DSP und BdL stellten den Antisemiten Reventlow auf.
Es fanden zwei Wahlgänge statt. Die Zahl der Wahlberechtigten betrug 9346. Die Zahl der abgegebenen gültigen Stimmen betrug im ersten Wahlgang 7798, 38 Stimmen waren ungültig. Die Wahlbeteiligung belief sich auf 83,3 %.
| Kandidat            | Partei       | Stimmen | in %   | Anmerkungen                    |
| ------------------- | ------------ | ------- | ------ | ------------------------------ |
| Ludwig zu Reventlow | DSR          | 3016    | 38,9 % | 0                              |
| Emil Demmig         | FVP          | 3054    | 39,3 % | 0                              |
| Reichenbach         | SPD          | 1634    | 21,1 % | Maschinenmeister aus Bielefeld |
| Buch                | Unabhängiger | 51      | 0,7 %  | 0                              |
| 0                   | Sonstige     | 5       | 0,1 %  | 0                              |

In der Stichwahl rief die SPD zur Wahl des linksliberalen Kandidaten auf.
Die Zahl der abgegebenen gültigen Stimmen betrug in der Stichwahl 8039, 52 Stimmen waren ungültig. Die Wahlbeteiligung belief sich auf 85,9 %.
| Kandidat            | Partei | Stimmen | in %   | Anmerkungen |
| ------------------- | ------ | ------- | ------ | ----------- |
| Ludwig zu Reventlow | DSR    | 3421    | 42,8 % | 0           |
| Emil Demmig         | FVP    | 4566    | 57,2 % | 0           |

### 1903
Der gemeinsame Kandidat von Konservativen, BdL und NLP, der Landgerichtspräsident Deppe gehörte dem linken Flügel der NLP an und erklärte, sich im Reichstag keiner Fraktion anschließen zu wollen.
Es fanden zwei Wahlgänge statt. Die Zahl der Wahlberechtigten betrug 9556. Die Zahl der abgegebenen gültigen Stimmen betrug im ersten Wahlgang 7288, 8 Stimmen waren ungültig. Die Wahlbeteiligung belief sich auf 76,3 %.
| Kandidat       | Partei   | Stimmen | in %   | Anmerkungen                 |
| -------------- | -------- | ------- | ------ | --------------------------- |
| Friedrich Raab | DR       | 375     | 5,2 %  | 0                           |
| Bendix         | FVP      | 1256    | 17,3 % | 0                           |
| Wilhelm Deppe  | NLP      | 3328    | 45,7 % | 0                           |
| Klingenhagen   | SPD      | 2310    | 31,7 % | Stadtverordneter in Herford |
| 0              | Sonstige | 11      | 0,1 %  | 0                           |

In der Stichwahl unterstützte die FVP den nationalliberalen Kandidaten.
Die Zahl der abgegebenen gültigen Stimmen betrug in der Stichwahl 7835, 42 Stimmen waren ungültig. Die Wahlbeteiligung belief sich auf 82,0 %.
| Kandidat      | Partei | Stimmen | in %   | Anmerkungen |
| ------------- | ------ | ------- | ------ | ----------- |
| Wilhelm Deppe | NLP    | 4552    | 58,4 % | 0           |
| Klingenhagen  | SPD    | 3241    | 41,6 % | 0           |

### Ersatzwahl 1904
Nach dem Tod von Deppe kam es im September 1904 zu einer Ersatzwahl. Der konservative Kandidat, der Amtsgerichtsrat Brunstermann erklärte, sich nach der Wahl nicht der konservati´ven Fraktion anschließen zu wollen. Auch BdL und DSP unterstützen ihn. Die NLP verweigerte sich einer Unterstützung, da sie bei der Kandidatenfindung nicht eingebunden war und unterstützte stattdessen den freisinnigen Kandidaten.
Es fanden zwei Wahlgänge statt. Die Zahl der Wahlberechtigten betrug 9573. Die Zahl der abgegebenen gültigen Stimmen betrug im ersten Wahlgang 7275, 25 Stimmen waren ungültig. Die Wahlbeteiligung belief sich auf 76,0 %.
| Kandidat              | Partei   | Stimmen | in %   | Anmerkungen            |
| --------------------- | -------- | ------- | ------ | ---------------------- |
| Krüger                | FVP      | 1453    | 20,0 % | Dr. aus Charlottenburg |
| Heinrich Brunstermann | DRP      | 3584    | 49,5 % | 0                      |
| Klingenhagen          | SPD      | 2192    | 30,2 % | 0                      |
| 0                     | Sonstige | 21      | 0,3 %  | 0                      |

In der Stichwahl rief die NLP zur Wahl von Brunstermann auf
Die Zahl der abgegebenen gültigen Stimmen betrug in der Stichwahl 7245, 71 Stimmen waren ungültig. Die Wahlbeteiligung belief sich auf 75,7 %.
| Kandidat              | Partei | Stimmen | in %   | Anmerkungen |
| --------------------- | ------ | ------- | ------ | ----------- |
| Heinrich Brunstermann | DRP    | 4517    | 63,0 % | 0           |
| Klingenhagen          | SPD    | 2657    | 37,0 % | 0           |

### 1907
Die Parteien des Bülow-Blocks, Konservative, NLP, DSP und BdL unterstützten die Wiederwahl von Brunstermann. =
Es fanden zwei Wahlgänge statt. Die Zahl der Wahlberechtigten betrug 9891. Die Zahl der abgegebenen gültigen Stimmen betrug im ersten Wahlgang 8550, 32 Stimmen waren ungültig. Die Wahlbeteiligung belief sich auf 86,4 %.
| Kandidat              | Partei   | Stimmen | in %   | Anmerkungen |
| --------------------- | -------- | ------- | ------ | ----------- |
| Friedrich Krömer      | FVP      | 2155    | 25,3 % | 0           |
| Heinrich Brunstermann | DRP      | 3677    | 43,2 % | 0           |
| Klingenhagen          | SPD      | 2668    | 31,3 % | 0           |
| 0                     | Sonstige | 18      | 0,2 %  | 0           |

Die Zahl der abgegebenen gültigen Stimmen betrug in der Stichwahl 8434, 100 Stimmen waren ungültig. Die Wahlbeteiligung belief sich auf 85,3 %.
| Kandidat              | Partei | Stimmen | in %   | Anmerkungen |
| --------------------- | ------ | ------- | ------ | ----------- |
| Heinrich Brunstermann | DRP    | 5049    | 60,6 % | 0           |
| Klingenhagen          | SPD    | 3285    | 39,4 % | 0           |

### 1912
Während Konservative und BdL die Wiederwahl von Brunstermann unterstützten, einigten sich die beiden liberalen Parteien auf den freisinnigen Landwirt Krömer als gesamtliberalen Kandidaten. Im Gegenzug sollte die NLP bei den nächsten Reichstagswahlen den gesamtliberalen Kandidaten benennen dürfen.
Es fanden zwei Wahlgänge statt. Die Zahl der Wahlberechtigten betrug 10.709. Die Zahl der abgegebenen gültigen Stimmen betrug im ersten Wahlgang 9493, 18 Stimmen waren ungültig. Die Wahlbeteiligung belief sich auf 88,6 %.
| Kandidat              | Partei   | Stimmen | in %   | Anmerkungen                       |
| --------------------- | -------- | ------- | ------ | --------------------------------- |
| Knapp                 | CS       | 766     | 8,1 %  | Druckereibesitzer in Minden       |
| Friedrich Krömer      | FoVP     | 2707    | 28,6 % | 0                                 |
| Heinrich Brunstermann | DRP      | 2583    | 27,2 % | 0                                 |
| Gärtner               | SPD      | 3413    | 36,0 % | Gewerkschaftsbeamter aus Hannover |
| 0                     | Sonstige | 6       | 0,1 %  | 0                                 |

Die Zahl der abgegebenen gültigen Stimmen betrug in der Stichwahl 9206, 175 Stimmen waren ungültig. Die Wahlbeteiligung belief sich auf 86,0 %.
| Kandidat         | Partei | Stimmen | in %   | Anmerkungen |
| ---------------- | ------ | ------- | ------ | ----------- |
| Friedrich Krömer | FoVP   | 5044    | 55,9 % | 0           |
| Gärtner          | SPD    | 3987    | 44,1 % | 0           |